# Welcome to Our Neighborhood
Albums de Slipknot
Disasterpieces
(2002)
Welcome to Our Neighborhood est le premier album vidéo du groupe de metal américain Slipknot, commercialisé le 9 novembre 1999 par Roadrunner Records, plus tard réédité en DVD le 18 novembre 2003.

## Développement
Après leur performance à l'Ozzfest en 1999, Slipknot décide de produire Welcome to Our Neighborhood avec Doom Films Production. La vidéo est réalisée par Thomas Mignone, et distribuée sous format VHS par Roadrunner Records le 9 novembre 1999. Il y montre les premières vidéos du groupe : des performances sur scène de Surfacing et Wait and Bleed, et le clip vidéo intégral de Spit It Out — toutes ces chansons sont issues de leur premier album. Il montre également quelques scènes avec le nouveau chanteur Corey Taylor, le guitariste Mick Thomson et le percussionniste Shawn Crahan, en un total de 20 minutes,,.
L'éditeur, Roadrunner Records, considère la vidéo comme « une étude des racines de Slipknot ». Dans la vidéo, les membres expliquent eux-mêmes que « [Welcome to Our Neighborhood] à la base [c'est] neuf individus qui essayent d'extraire le poison qui les a infecté dans leur vie pour le mettre dans une cassette. » Une version DVD est commercialisé le 18 novembre 2003, avec quelques bonus supplémentaires comme quelques images tournées dans leurs ville natale de Des Moines (Iowa),. La vidéo de la chanson Scissors d'une durée de sept minutes est filmée à l'Ozzfest de 1999.

## Accueil
La vidéo est bien accueillie par les fans et atteint la première place du classement Billboard Top Music Videos, pendant 54 semaines. Dans le Billboard Top VHS Sales, la vidéo atteint la quatrième place, pendant 45 semaines. L'album est certifié disque d'or par la RIAA le 21 décembre 1999, et disque de platine le 26 février 2000. Au Canada, il recense 50 000 exemplaires vendus, et devient ainsi certifié disque d'or le 1er février 2000. Sur allmovie.com, la vidéo est décrite comme « assassine » avec un son « aussi terrifiant que les masques qu'ils portent pour cacher leur véritable identité. »

## Contenu
Vidéographie,
- Surfacing (live)
- Spit It Out (clip vidéo)
- Wait and Bleed (live)
- Scissors  (DVD uniquement, en direct)

Autres
- Images exclusives et inédites du groupe
- Entrevues
- Tournage de vidéo dans la ville natale du groupe
- Plus de 20 minutes de tournage exclusif (format DVD uniquement)